# Терещук, Александр Дмитриевич
Алекса́ндр Дми́триевич Терещу́к (укр. Олександр Дмитрович Терещук; род. 11 февраля 1964, Винницкая область) — украинский государственный служащий, бывший начальник ГУ МВД Украины в Киеве. Глава Киевской областной государственной администрации с 30 октября 2018 по 11 июня 2019 года.

## Биография
Родился 11 февраля 1964 года на Винниччине. В 1991 году окончил Киевскую высшую школу Министерства внутренних дел.
С июня 1984 года служил милиционером отделения внутренних дел на станции «Христиновка» отдела внутренних дел на станции имени Т. Г. Шевченко Южно-Украинского управления внутренних дел на транспорте.
С 1991 года — старший инспектор профилактики Ленинского райотдела внутренних дел УВД в городе Киеве, затем — старшим инспектором отдела по руководству участковыми инспекторами милиции Старокиевского районного отдела внутренних дел УВД в городе Киеве.
С сентября 1995 года работал в Главном управлении МВД Украины в городе Киеве старшим инспектором инспекции по делам несовершеннолетних Управления уголовного розыска, старшим оперуполномоченным по особо важным делам отдела криминальной милиции по делам несовершеннолетних, заместителем начальника отдела профессиональной подготовки — начальником отделения организации боевой подготовки Управления по работе с личным составом, заместителем начальника отдела профессиональной подготовки Управления по работе с личным составом, заместителем начальника Управления по работе с персоналом — начальником отдела профессиональной подготовки.
С октября 2005 по январь 2008 года — начальник Печерского районного управления Главного управления МВД Украины в городе Киеве.
С марта 2008 по март 2010 года — заместитель начальника Главного управления МВД Украины в городе Киеве — начальник Управления кадрового обеспечения.
С марта 2010 по июнь 2012 года работал начальником Голосеевского районного управления Главного управления МВД Украины в городе Киеве.
С июня 2012 по ноябрь 2012 года занимал должность начальника Управления борьбы с незаконным оборотом наркотиков МВД Украины.
17 ноября 2012 по июль 2014 года возглавлял Управление МВД Украины в Волынской области.
С 22 июля 2014 года — Начальник Главного Управления МВД Украины в городе Киеве. 5 июня 2015 года был уволен с должности.
3 июля президент Украины Пётр Порошенко отменил люстрацию Александра Терещука.
14 декабря 2015 года Министр МВД Украины Арсен Аваков сообщил, что уволил начальника Главного управления Национальной полиции в Киеве Александра Терещука и нескольких высокопоставленных сотрудников столичного главка.
С апреля 2017 по 29 октября 2018 года — первый заместитель председателя Одесской областной государственной администрации.
С 30 октября 2018 по 11 июня 2019 года — Председатель Киевской областной государственной администрации.